# Genera Filicum
Genera Filicum (abreviado Gen. Fil. (Hooker)) es un libro con ilustraciones y descripciones botánicas que fue escrito por el ilustrador botánico, botánico, micólogo, pteridólogo, briólogo y algólogo inglés William Jackson Hooker y publicado en Londres en los años 1838-1842 con los dibujos coloreados originales de Franz Bauer, con añadidos y reseñas descriptivas.